# 葛柏
葛柏（英語：Peter Fitzroy Godber；1922年4月7日—?），英國殖民地高級警官和貪污犯，曾任皇家香港警察隊外籍總警司，他在1973年6月成功潛逃英國，企圖逃避警方對他涉嫌貪污受賄而展開的內部調查，引起輿論譁然，事件促成廉政公署在1974年2月成立。
葛柏在1952年加入香港警隊擔任見習督察，1955升任助理警司、1966年升任高級警司、以及在1969年晉升為總警司。他多年來在警隊表現突出，曾於六七暴動期間立功，屢獲英廷嘉獎。不過，葛柏事實上多年來暗地裡運用自己的職權貪斂大筆財富，涉及的貪污款項逾430萬港元。葛柏東窗事發和潛逃英國後，由於英國沒有香港《防止賄賂條例》下「收入與官職不相稱」的罪名，以致香港政府一時間未能把葛柏引渡。
葛柏事件引起社會輿論的極大反響，民間更發起「反貪污、捉葛柏」運動，除了促請港府儘早緝拿葛柏歸案，又要求正視香港的貪污問題。為了平息民怨，銳意肅清香港貪污問題的時任香港總督麥理浩爵士在1973年6月緊急責成最高法院高級副按察司百里渠爵士，就葛柏潛逃一事和香港的貪污問題提交報告；同年10月，麥理浩在《施政報告》中提出要成立一個向港督本人負責、並獨立於警隊的反貪機構，終促成廉政公署在翌年2月正式成立。
廉政公署成立後，首要任務是要緝捕葛柏歸案。經過深入調查後，廉署發現葛柏曾涉嫌收受華籍警司鄭漢權25,000港元賄款，以安排對方出任灣仔區警司。掌握充分證據後，葛柏終在1974年4月在英國家中被當地警方拘捕，並於1975年1月在廉署人員押解下引渡返港，旋於同年2月被法院裁定一項串謀貪污和一項受賄罪罪名成立，判監四年，以及充公25,000港元賄款。服刑兩年多後，葛柏在1977年10月獲准提早出獄，並且舉家移居西班牙，以逃避港府循民事途徑向他追討400多萬港元的貪污款項。葛柏一家後來更隱姓埋名、銷聲匿跡，至今下落不明，追討貪污款項一事成為懸案。
葛柏案引申的最大影響，是促成港府認真看待存在已久的貪污問題，且直接促成廉政公署的成立。他後來成功被引渡返港，以及被法院定罪下獄，更突顯廉政公署並非「只打蒼蠅、不打老虎」，而是一個能夠真正「蒼蠅老虎一併打」的肅貪機構，其雷厲風行的鮮明形象深入民心。葛柏案與廉政公署的成立，皆為香港貪污歷史的重要分水嶺，自此以後，港府內部長久以來的貪污問題得以逐步肅清，為香港踏入1980年代成為亞洲地區最廉潔的城市之一奠下重要基石。

## 生平

### 早年生涯
葛柏1922年4月7日生於英格蘭倫敦，父母分別名艾弗烈·費茲羅伊·戈德伯（Alfred Fitzroy Godber，1892年－1958年）和埃莉諾·M·索恩（Eleanor M. Thorn），早年受教於東薩塞克斯郡的黑斯廷斯文法學校（Hastings Grammar School，ARK威廉帕克學院前身）。第二次世界大戰期間，他於皇家海軍服役。戰後，他由1948年2月7日到1952年8月2日在黑斯廷斯自治鎮警隊任職警員。

### 警務生涯
1952年8月10日，葛柏成功投考轉調到香港警察隊（1969年改稱皇家香港警察隊），旋於同年8月13日獲任命為見習督察。1955年5月1日起，他一度署任助理警司，未幾於同年升任助理警司，和於12月11日前赴馬來亞吉隆坡參與一個治安服務人員深造課程。他後來還於1957年至1958年獲警隊保送英國參加政治部訓練課程。1964年4月26日，葛柏獲擢升為署理高級警司，後於1966年實任高級警司，負責掌管警察機動部隊。任內，他先後於六六暴動和六七暴動期間協助平亂和對付左派滋事份子，且成功主持訓練新入職警務人員執行平息暴動的職責，備受賞識，因此在1968年元旦授勳名單獲英廷獎授殖民地警察勞績獎章（C.P.M.）。
1968年4月至1969年3月，葛柏進一步出任署理總警司，主管警察公共關係科，期間參與了籌辦針對打擊青少年犯罪活動的宣傳運動，又署任過皇家香港輔助警察隊總監一職。1969年7月，葛柏正式成為總警司，旋獲安排先後到訪英國、美國和加拿大等地考察，以了解當地的交通法例。同年11月返港後，他獲委任接替薛富（A. E. Shave）出任警隊交通部總參事官。早於出任交通部總參事官以前，葛柏曾於1954年主持籌辦香港首屆道路交通安全展覽會，後來又負責草擬首份於1960年出版的《香港交通規則指南》初版，對香港的交通事務具一定的認識。
在交通部總參事官任內，他負責實施交通違例定額罰款制度，並對新措施予以大力支持。此外，他與運輸署等政府部門研究增建行人天橋和市區幹道以改善交通日益擠塞和人車爭路的問題，又籌辦過學校交通安全遊藝會，以及出席公開場合講解香港的交通問題和對策。1971年6月，他接受香港無綫電視明珠台時事節目《每周論壇》專訪，談論香港泊車困難的問題，期間他強調警方高層沒有硬性規定前線警員要發出一定數量的違例泊車告票。
1971年12月，葛柏獲調任九龍區副指揮官，成為警隊在九龍的第二號人物，而原來交通部總參事官的職務則由武毅（Peter Moor）接替。在1972年6月的英女皇壽辰授勳名單中，葛柏再獲英廷授予女皇警察獎章（Q.P.M.），以肯定他多年來在警隊的表現。

### 葛柏案

#### 貪污被查
雖然葛柏在警隊表現突出，屢獲嘉獎，但事實上他多年來透過自己的職權貪斂大筆財富，不過他一直行事謹慎，而且作風儉樸，一家也只是居於深水埗郝德傑道的高級公務員宿舍，其貪污行徑未有被警隊高層察覺。1971年5月，香港政府為了加強打擊貪污，於立法局通過《防止賄賂條例》，以加重貪污罰則、擴大懲治範圍和賦予警方反貪部更大的權力偵查貪污案件；同年，警隊接獲加拿大當局線報，指當地一家銀行收到一筆來自香港、總值12,000加元的可疑匯款，戶口報稱持有人為「卓柏」（"P. F. Gedber"），職業為「外交家」，旋即引起警方對葛柏的懷疑。警隊反貪部一度展開一個代號「夏灣拿」（"Havana"）的行動，嘗試展開調查，但由於缺乏線索，反貪部的調查工作停滯不前。

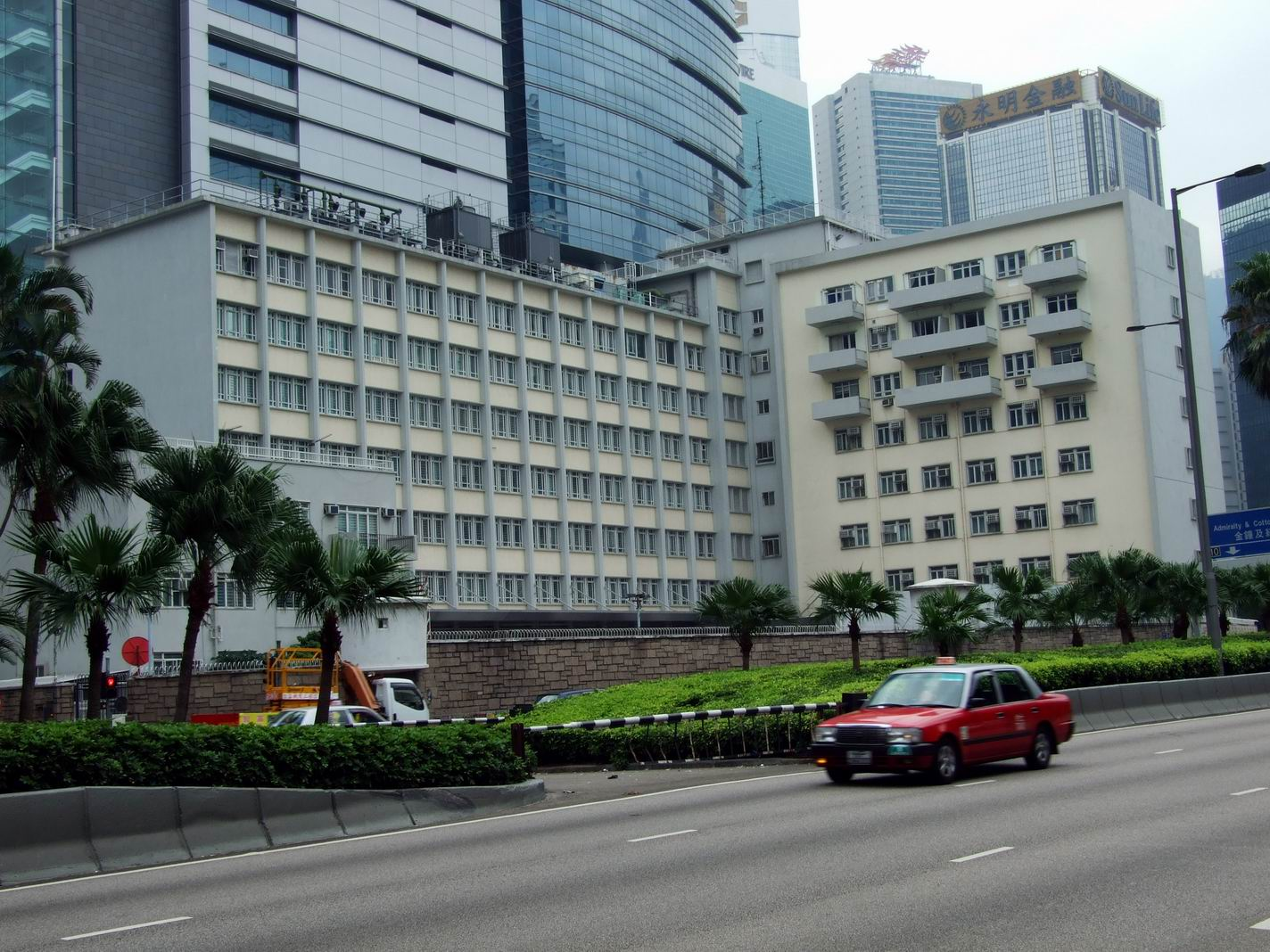
1973年5月20日，葛柏被奉命調返警察總部辦工，以便由警方高層對他作出緊密監視

與此同時，葛柏也暗中得悉自己遭警方內部調查，於是在1972年1月以妻子健康欠佳和自己的體力倒退為理由，申請提早退休，當時他還未滿50歲。未幾，警方批准他的提早退休申請，並訂於1973年7月20日開始退休前休假。到1973年4月，即葛柏退休前三個月，時任警務處處長薛畿輔再接獲機密情報，確切指出葛柏正設法把大筆款項匯出海外，有關情報遂由副警務處處長竇信（Christopher Dawson）轉交反貪部主任莫榮（James Morrin）警司調查。
在得到律政署檢察官彭亮廷（Ross Penlington）協助下，反貪部連日調查香港480家持牌銀行後，在同年5月底初步發現葛柏自1968年以來把大約65萬港元匯到海外，金額差不多相當於他由1952年至1973年任職香港警隊期間所得薪金的總和，即76萬7千多港元，情況極不尋常。同年5月11日，葛柏致函薛畿輔，要求將離港日期提前至6月30日，遭到薛畿輔拒絕，不過葛柏獲通知准許在原訂離港日期前後七天內起程，但不得私下提早或押後。5月20日，薛畿輔與竇信指示葛柏由九龍調回港島的警察總部辦工，直接跟隨竇信，變相停職，以便對他展開緊密監視。到6月1日，情報進一步顯示葛柏匯出的款項超過100萬港元。
儘管警方未有足夠證據證明葛柏貪污受賄，但鑑於葛柏離港的日子愈來愈近，警方與律政署決定先發制人。1973年6月4日，彭亮廷獲得時任署理律政司何伯勵（John Hobley）授權，引用《防止賄賂條例》簽署搜查令，批准警方搜查葛柏的寓所和汽車。搜查行動經過精密部署，並安排於葛柏在竇信的辦公室內出席早上例會期間進行，搜查期間，葛柏的律師金仕騰也被邀在場見證，以示公允。另一方面，竇信在早會上正式向葛柏告知警方正搜查其寓所和汽車的消息，並將一封由何伯勵撰寫的信函交給葛柏，內容首次引用《防止賄賂條例》第10條，著令他在七日內交代其財產來源和解釋「收入與官職不相稱」的原因。
在該次搜查行動當中，警方檢獲大批文件，當中包括多本帳簿，內容詳細記錄他從香港、九龍和新界各處收受經營地下賭博、色情和毒品活動的黑社會賄款，此外還有一些財務文件和兩盒共數十條銀條。根據這些記錄，推算得葛柏在加拿大、美國加州、新加坡、英國和香港都存有大筆來歷不明的疑似賄款，金額高達4,377,248港元，相當於他自1952年任職警隊以來總收入的六倍，而他當時的月薪僅為7,200港元。

#### 潛逃英國
葛柏本應在1973年6月11日前交代其財產來源，可是其妻卻在6月7日率先乘坐法國航空AF193號航班返回英國，而葛柏本人則在翌日6月8日乘坐新加坡航空631號班機取道新加坡返回英國。儘管警方在事前已知會人民入境事務處把葛柏列入監視名單，防止他從啟德機場潛逃；可是，葛柏仍成功打電話從旅行社購買機票，然後擺脫探員跟蹤潛入機場，再憑藉自己的總警司身份，以及在任交通部總參事官任內獲民航處發出可自由出入機場禁區的特別通行證，順利登機離港。警方要到6月9日下午1時15分才接獲葛柏失蹤的消息，隨後才對葛柏夫婦已經安然返抵英國恍然大悟。6月11日，中央裁判司署在警隊反貪部申請下對葛柏發出通緝令；警方也派出警務處助理處長韓義理率員到新加坡追查葛柏下落，遠在倫敦的蘇格蘭場也協助在英國尋找葛柏。到6月13日，情報又指出葛柏夫婦正居於東薩塞克斯郡賴伊的自置宅第。
事實上，葛柏的貪污案在當時本來僅屬冰山一角，在雜染華人社會傳統風氣之下，香港歷來貪污問題根深柢固，並非一朝一夕所能解決。當時，香港的貪污風氣尤以政府為甚，不少公務人員明目張膽地貪污斂財，較具體的例子包括消防員先收錢才開水喉救火、救護員先索取「茶錢」才接送病人到醫院、病人在醫院內要給俗稱「阿嬸」的女工「打賞」，才可獲得合理服侍，此外，一般公共服務如輪候公營房屋和申請入讀官立學校，也得要賄賂負責的公職人員。在一眾政府部門當中，以警隊的貪污情況最為嚴重，這個被形容為「世上用錢所能買到的最佳部隊」雖然在六七暴動中立功，獲英女皇在1969年授予「皇家」稱號，但不少受賄的警務人員，特別是華籍警員，濫用自身權力，貪斂大筆財富和包庇各種非法罪行，嚴重威脅社會治安，令不少市民苦不堪言。
不過，葛柏案與過往其他貪污案件不同的地方在於，葛柏身為高級外籍警務人員，薪酬已比華籍公務員優厚得多，生活本應無憂，但卻被揭發涉嫌貪斂大筆財富，再加上他在停職接受調查期間，仍然能夠安然潛逃英國，所以消息一出，立即引起香港社會各界和英國輿論譁然，且激起香港社會長久以來對貪污問題的不滿。鑑於事態嚴重，為了穩定民情，時任香港總督麥理浩爵士（後為勳爵）立即於6月13日會同行政局委任最高法院高級副按察司百里渠爵士主持一人獨立調查委員會，分別就葛柏潛逃一事展開調查，以及就香港的貪污問題和相關法例進行研究。麥理浩還要求百里渠在三星期內提交有關葛柏潛逃一事的報告書，並在三個月內提交香港的貪污問題報告書。

葛柏潛逃返英後，大批市民在1973年8月26日於維多利亞公園舉行「反貪污，捉葛柏」集會，要求引渡葛柏返港受審

1973年7月4日，百里渠向港督提交關於葛柏潛逃的報告書，是為《百里渠爵士調查委員會第一次報告書》，內容詳細交代葛柏涉嫌貪污的詳情和潛逃英國的細節；同年10月11日，他再發表《百里渠爵士調查委員會第二次報告書》，該報告書嚴辭批評政府部門貪污問題普遍，而警方反貪部本身也有貪污的嫌疑，導致市民對港府失去信心，有必要加重貪污罰則。雖然百里渠沒有明確表明立場，但他在報告書中直言，「有識之士一般認為除非反貪污部能脫離警方獨立，否則大眾永不會相信政府確實有心撲滅貪污」，言下之意，意味港府有迫切性設立一個獨立的肅貪機構。
在百里渠撰寫兩份報告書期間，坊間輿論要求港府盡早緝拿葛柏歸案之聲不絕，可是由於英國沒有香港《防止賄賂條例》內有關「收入與官職不相稱」的罪名，以致港府無法引渡葛柏返港受審，激起公眾反響。輿論又認為警方反貪部自行調查警隊內部的貪污問題，並不可取，其辦案表現也被外界譏諷為「只打蒼蠅、不打老虎」，效用成疑。1973年8月26日，大批學生和市民在維多利亞公園舉行「反貪污，捉葛柏」集會，要求英國首相愛德華·希思（後為爵士）引渡葛柏返港受審，但警方事後卻票控部份參與集會的人士，繼而引發不少市民在9月16日再舉行「貪污有罪，集會無罪」的示威，聲援被檢控的集會人士，種種事件反映出公眾對港府打擊貪污不力的不滿。
面對社會輿論的壓力，麥理浩與百里渠的看法不謀而合。早在葛柏潛逃英國後不久，麥理浩已了解到警隊反貪部的不足，於是着手招攬人手籌備成立一個獨立的反貪機構。在百里渠發表第二份報告書後不久，麥理浩就在1973年10月17日向立法局宣讀任內第二份《施政報告》的時候，正式提出要設立一個直接向港督本人負責、且獨立於政府的「撲滅貪污專員公署」，以便專門調查貪污案件，和取代原來的警隊反貪部。公署不久易名為總督特派廉政專員公署（即廉政公署），且邀得前民政司姬達（後為爵士）出任首任總督特派廉政專員、以及邀得已經退休、曾任職軍情五處和香港警隊政治部主管的彭定國（後為爵士）出任首任執行處處長。

#### 引渡返港

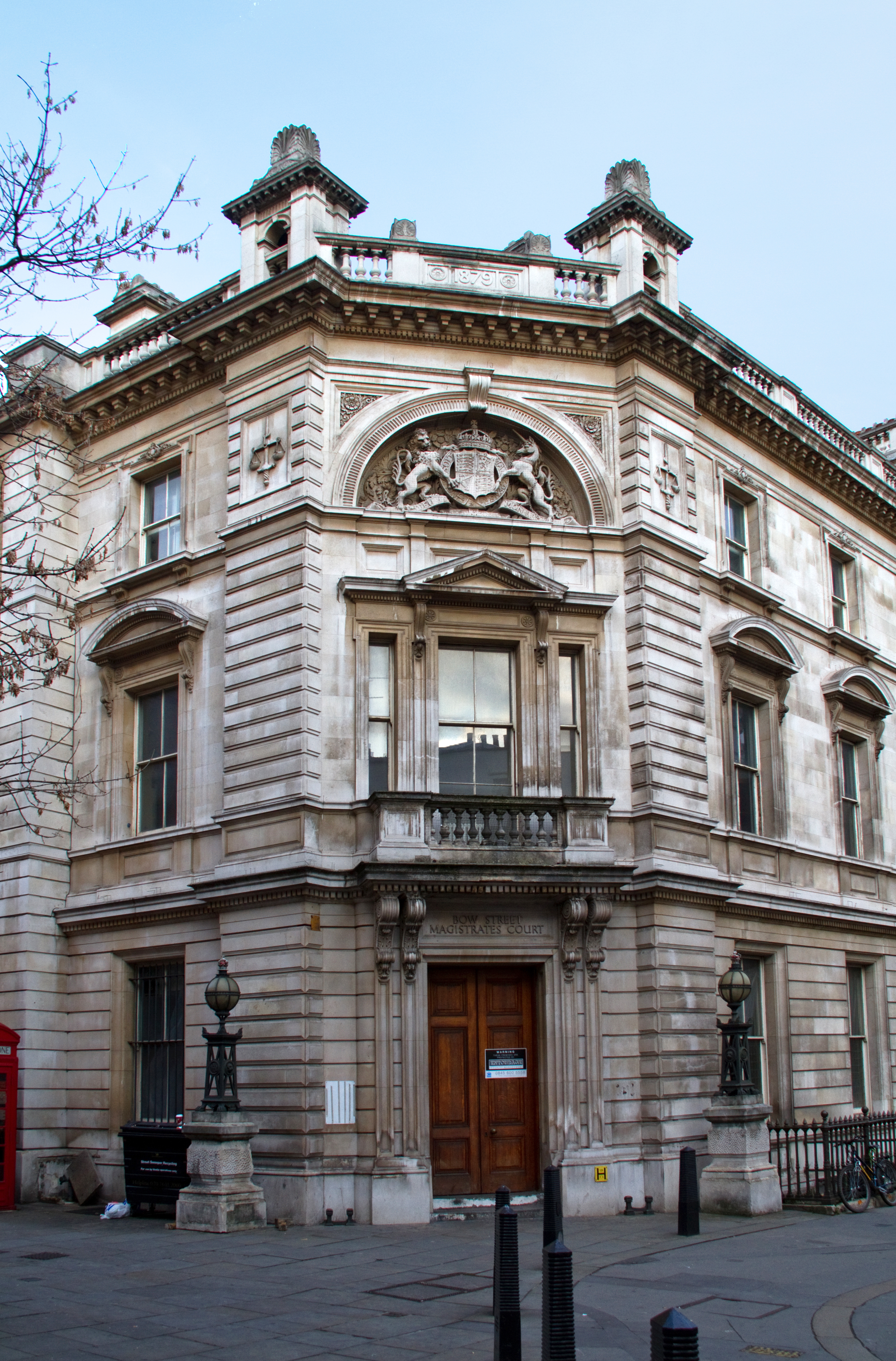
葛柏的引渡聆訊在倫敦弓街裁判司署進行

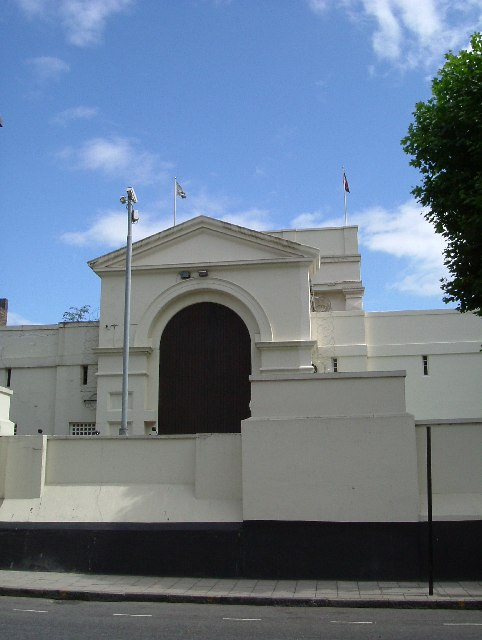
葛柏被英國警方拘捕後，被羈押於倫敦本頓維爾監獄

廉政公署在1974年2月15日正式成立後，首要的任務是緝拿葛柏歸案，以顯示廉政公署肅貪倡廉的決心。可是，由於英國沒有香港《防止賄賂條例》內有關「收入與官職不相稱」的罪名，以致港府一時間無法引渡葛柏返港受審。雖然如此，英政府表示，只要有一人願意挺身而出，指證葛柏在港犯下貪污罪行，英方便可配合港府依例引渡葛柏返港。
為了設法搜集證據以指證葛柏的罪行，廉政公署執行處處長彭定國與執行處副處長夏烈（Gerald Harknett）、兩名執行處助理處長和數名高級調查人員組成一個核心調查小組，專責調查葛柏一案。調查小組初時因為找不到人指證葛柏的罪行，使到調查工作一度停滯不前。但不久以後，因為另一宗貪污罪行而正在赤柱監獄服刑的前外籍警司韓德（Ernest Hunt），向廉政公署表示願意供出葛柏的貪污資料，使調查工作有了新的方向。在監獄署署長簡能（Thomas Garner）的秘密安排下，使用假名的彭定國與律政司署檢察官彭亮廷在1974年4月多次到訪赤柱監獄，為韓德錄取口供。透過韓德提供的口供，廉政公署得悉葛柏涉嫌在1971年3月收受華籍警司鄭漢權25,000港元賄款，以協助鄭漢權出任灣仔區警司。
灣仔區警司一職在當時而言屬於警隊「肥缺」，隨時能夠透過貪污每月取得60,000港元至10萬港元賄款。因此對鄭漢權而言，雖然25,000港元在當時已可買到一個豪宅單位，但用這筆鉅款換取灣仔區警司一職，仍屬相當划算。另一方面，當時在警察總部任職交通部總參事官的葛柏曾以「沙漠」來形容自己的崗位遠離地區，沒有直接貪污的機會，所以從各警區收受上貢的賄款成為他主要的貪污途徑之一，而單是灣仔警區，便每月至少上貢5,000港元。葛柏私下也希望由鄭漢權擔任灣仔區警司一職，原因是當時有傳聞指出該職將由另一名與葛柏不和、而且以清廉聞名的警官接任，一旦屬實，灣仔警區日後很可能停止上貢賄款。但事實上，葛柏從鄭漢權收受25,000港元賄款後，從沒有干預灣仔區警司的人選安排，原因是警隊內部的人事任命委員會一早就已經選定由鄭漢權出任灣仔區警司。
掌握葛柏收受鄭漢權25,000港元賄款的資料後，廉政公署終可正式向英政府以貪污受賄罪名，提出引渡葛柏返港。1974年4月28日，廉政公署根據《1967年逃犯法令》第3款，從中央裁判司署取得拘捕令，經外交及聯邦事務部接納後，再由倫敦司法當局簽發拘捕令，以便採取拘捕行動。翌日，英國警方採取行動，在葛柏位於東薩塞克斯郡賴伊的寓所外部署，等待葛柏夫婦從外歸家的時候，即場把葛柏拘捕和帶走。4月30日，時任黃竹坑警察訓練學校副校長的鄭漢權也被香港警方和廉署人員拘捕；同日，葛柏被解到倫敦弓街裁判司署（Bow Street Magistrates' Court）提堂，復於5月10日再次提堂。葛柏再度提堂後，獲主審首席裁判司法蘭克·米爾頓爵士（Sir Frank Milton）准許擔保外出，但被要求交出25萬英鎊保釋金，金額屬歷來最高，而且要每日三次向警方報到，和嚴禁離開賴伊寓所方圓15英里的範圍，以防棄保潛逃。面對高昂的保釋金，葛柏唯有放棄保釋，接受羈押。
由於廉政公署整理證據需時，引渡聆訊一再押後，而葛柏也繼續還押監房，一直到1974年10月，引渡聆訊才在米爾頓主持下召開。經過五天聆訊，米爾頓於11月2日裁定批准把葛柏引渡返港，是為引渡葛柏過程中的一大突破。葛柏其後就法院的引渡決定提出上訴，但旋於同年12月10日被英國高等法院駁回。1974年12月30日，內政大臣羅伊·詹金斯正式簽字批准葛柏於一個月內引渡返港，意味潛逃多時的葛柏終要返港面臨貪污收賄的審訊。

#### 罪成下獄

1975年2月25日，葛柏被裁定串謀貪污和受賄兩項罪名成立，隨即被解離法院

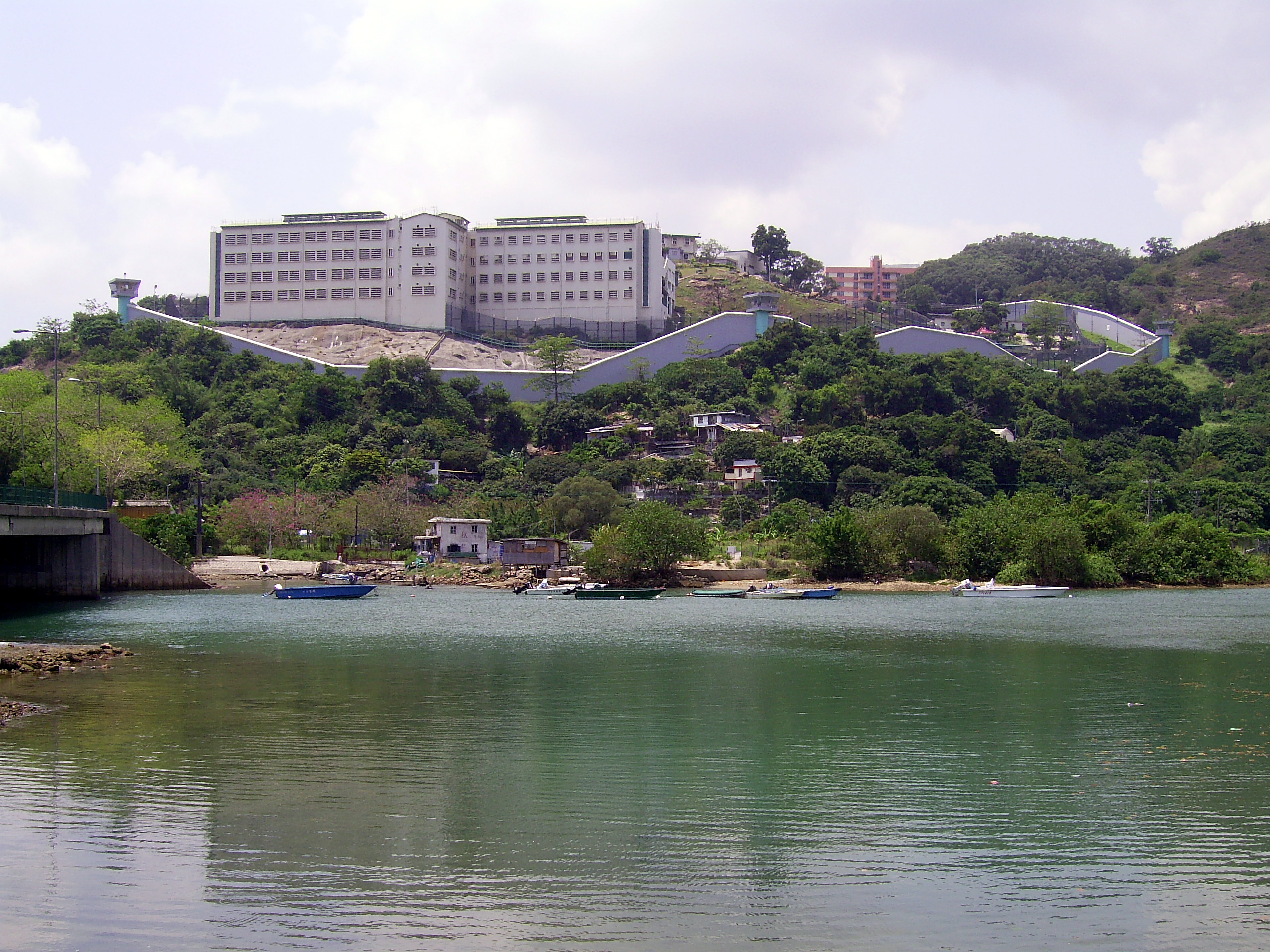
葛柏被判入獄後，曾在小欖精神病治療中心服刑

1975年1月6日，滿面鬍鬚的葛柏在英國警方押解下，由倫敦的本頓維爾監獄（HM Prison Pentonville）抵達希思羅機場，然後在四名配槍的香港廉政公署人員押送下，登上英國航空航班，途經西德法蘭克福、巴林和印度新德里，於1月7日中午時份返抵香港。期間，葛柏獲安排乘搭頭等，並可享用龍蝦、白蘭地配餐酒煮野雞、糖漿無花果、芹菜心和牛柳排等頭等客艙美食。
葛柏被引渡返港後，即日被解往中央裁判司署提堂，並被即時還押監房等候開審。同年2月17日，案件由法官楊鐵樑（後為爵士）主持下在維多利亞地方法院正式開審，控辯雙方的大律師均由英國延聘，其中代表律政司署的主控為御用大律師范倫齊（Christopher French，後為爵士），而辯方大律師在金仕騰鄒偉雄律師行（Gunston & Chow）安排下，找來曾經在英國引渡聆訊中代表葛柏的施偉南（Anthony Scrivener）。
有關案件主要針對葛柏在1971年3月收受華籍警司鄭漢權25,000港元一事，而他被控的兩項控罪分別是與鄭漢權串謀貪污，濫用職權以協助鄭漢權謀得灣仔區警司一職；以及收受鄭漢權的賄款，作為安排鄭漢權出任有關職位後的報酬。在聆訊期間，控方得到前外籍警司韓德與鄭漢權作為污點證人，力證葛柏串謀貪污和受賄，成為有力的證據。經過六日半的審訊，主審法官楊鐵樑在1975年2月25日宣判葛柏串謀貪污和受賄兩項罪名成立，各判入獄四年，同期執行，並頒令充公25,000港元賄款。楊鐵樑又特別指出，葛柏在英拘留期間並不計入刑期之內，因此四年的刑期是由判刑後開始計算。
葛柏被判罪名成立後，隨即由監獄署高層押送下步出法庭，登上囚車，沿途吸引大批市民圍觀，需要警方派員維持秩序。葛柏在判刑後於1975年3月8日向高等法院提出上訴，要求推翻原判和減刑，但在4月29日被駁回。同年6月15日，他再上告到英國樞密院，但申請最終在7月18日被駁回。1975年10月3日，英廷還宣佈褫奪葛柏在1968年和1972年分別獲授的殖民地警察勞績獎章（C.P.M.）和女皇警察獎章（Q.P.M.），作為額外懲罰。至此，葛柏罪名成立已成既定事實，也是廉政公署在肅貪倡廉方面的一個重要里程碑。
葛柏在1975年2月25日被判罪名成立後，隨即被送到小欖精神病治療中心服刑，至1976年1月6日被轉送到芝麻灣監獄，到1977年5月26日再被解返小欖精神病治療中心。服刑期間，葛柏與其他囚犯一樣每天都要工作八小時，在小欖的時候他主要被安排從事園藝工作，在芝麻灣則負責洗衣，並獲發周薪1元6角至2元不等，估計服刑期間共賺取200餘港元。

### 銷聲匿跡
1977年10月3日，在獄中服刑只有兩年零七個月又七天的葛柏，因表現良好獲准提早獲釋，其子專程從英國來港迎接父親。葛柏出獄的消息吸引大批中外記者到監獄門外守候，因此警方需要到場維持秩序，讓葛柏父子順利登上由兒子安排的轎車，出發前往啟德機場，以準備離開香港。前往機場途中，記者又分乘20多輛採訪車與葛柏的汽車展開追逐，結果葛柏的汽車需要在警車掩護和機場車輛開路下，才得以抵達機場。葛柏抵達機場後，獲安排在貴賓室候機，記者無法採訪。

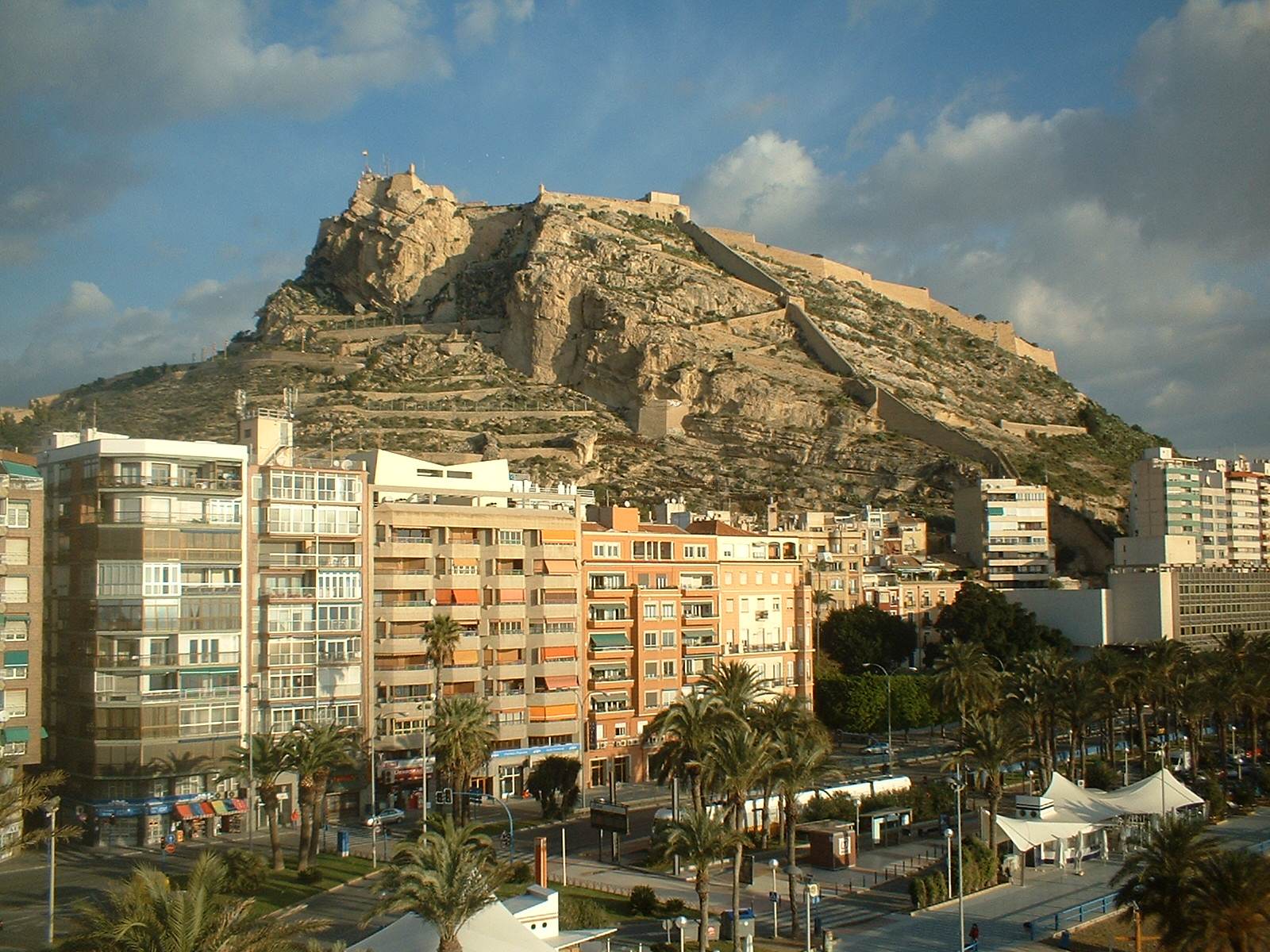
葛柏出獄離港後，曾被傳媒追蹤發現住在西班牙地中海城市阿利坎特（圖）附近的小鎮

消息初時傳出葛柏父子已買下英國航空913號航班的機票，準備返回英國，因此不少記者都買了同一班航班的機票，以期望在機上近距離採訪葛柏。不過，出乎意料地，葛柏父子臨時改買漢莎航空661號航班前往西德法蘭克福的機票，然後再轉機前往西班牙馬德里，使不少一心追訪葛柏的記者大失預算。不過，葛柏父子於10月5日抵達馬德里後，即被一早等候的大批記者包圍，期間兩父子對記者提出的問題一概不予回應。隨後，兩父子又駕車前往地中海城市阿利坎特附近的小鎮，到他在那裡一早買下的別墅與妻子會合。
葛柏在西班牙安頓後，起初仍成為傳媒的焦點，他除了曾經返回英國處理私人事務外，又接受傳媒的專訪，當中包括在1977年10月在西班牙接受香港無綫電視專訪，期間他認為外界對香港的貪污問題「反應過敏」，又聲稱自己「清白」和遭人「誣陷」，表示自己不清楚有關巨額賄款的細節。當提到有「爛佬亨」之稱、並同樣落戶西班牙的前外籍警司韓德時，葛柏對他顯得十分鄙視，但強調不會因為韓德在庭上指證他而報復。
葛柏出獄後曾透露計劃在西班牙渡過餘生，和撰寫回憶錄大爆港府和警方黑幕，但撰寫回憶錄一事很快就因為港府提出要追討葛柏的賄款而沒有下文。由於當年葛柏是基於收受鄭漢權的25,000港元賄款而下獄，因此對於他另外400多萬港元的懷疑賄款，港府仍未作出行動。早於1977年8月23日和9月14日，香港最高法院已批准港府分別對葛柏及其妻子循民事途徑追討貪污款項。隨後在1978年7月，港府又循民事途徑入稟英國高等法院，向葛柏追討貪污款項，並獲得勝訴。未幾，港府立即針對葛柏夫婦涉及4,170,476港元的貪污款項展開追討行動，首先沒收葛柏在英國一個巴克萊銀行戶口合共55,000港元存款，其後又沒收葛柏位於東薩塞克斯郡賴伊的大宅。該座大宅最初估值達120萬港元，但大宅在1985年2月在英國拍賣後，只賣得近40萬港元，意味港府由1978年以來只取回大約45萬港元，僅佔葛柏貪污款項總額大約十分之一。
葛柏遠在西班牙，又把資產轉移到英國法律管轄範圍以外的地方，能夠輕易避過港府的民事追討。再加上他後來隱姓埋名、銷聲匿跡，使到港府無法把傳票送到葛柏手上。對於葛柏的下落，外界眾說紛紜，1978年8月，有傳聞指出葛柏身處澳洲悉尼，且與當地黑幫從事不法勾當，但消息並未得到證實；而另一消息則指，葛柏截至八十年代中期，仍定居於西班牙阿利坎特的一個小鎮。葛柏至今是否在生仍是一個未解之謎，追討葛柏400多萬港元貪污款項一事，也隨著葛柏的下落不明成為懸案。

## 影響
葛柏貪污受賄的規模雖然不及有「四大華探長」之稱的呂樂、韓森、藍剛和顏雄多，但他作為二戰結束以來涉及貪污受賄的最高級政府官員，而且本身身為外籍公務員，待遇優厚卻仍犯下貪污罪行，涉及貪污款項更多達他在警界任職多年來總薪酬的六倍，因此引起社會廣泛關注。此外，他接受內部調查期間順利潛逃英國，更是激起輿論猛烈回應，及引爆社會上長久以來對貪污問題的不滿。
葛柏潛逃一事的最直接影響，是促成香港總督麥理浩勳爵在1974年2月設立總督特派廉政專員公署，廉署獨立於警隊、直接對港督負責，並由姬達爵士和彭定國爵士等富經驗的人物領導，很快就成為一個極具效率的反貪機構。1975年1月葛柏自英引渡返港，以及在同年2月被判入獄四年後，更證明了廉政公署真正能夠打「大老虎」，而不像昔日警隊反貪部被外界譏諷為「只打蒼蠅、不打老虎」的花瓶。此外，葛柏案促使當時的社會人士發起「反貪污、捉葛柏」運動，成為七十年代大專學生組織社會運動的其中一個寫照。不過，對於港府始終未能成功從葛柏追討400多萬港元貪污款項，有輿論認為港府未盡全力，有「放生」葛柏之嫌。曾參與「反貪污、捉葛柏」運動的時任市政局民選議員黃夢花在葛柏出獄後認為，葛柏始終沒有交代400多萬港元貪污款項的下落，欠缺全港市民一個交代。

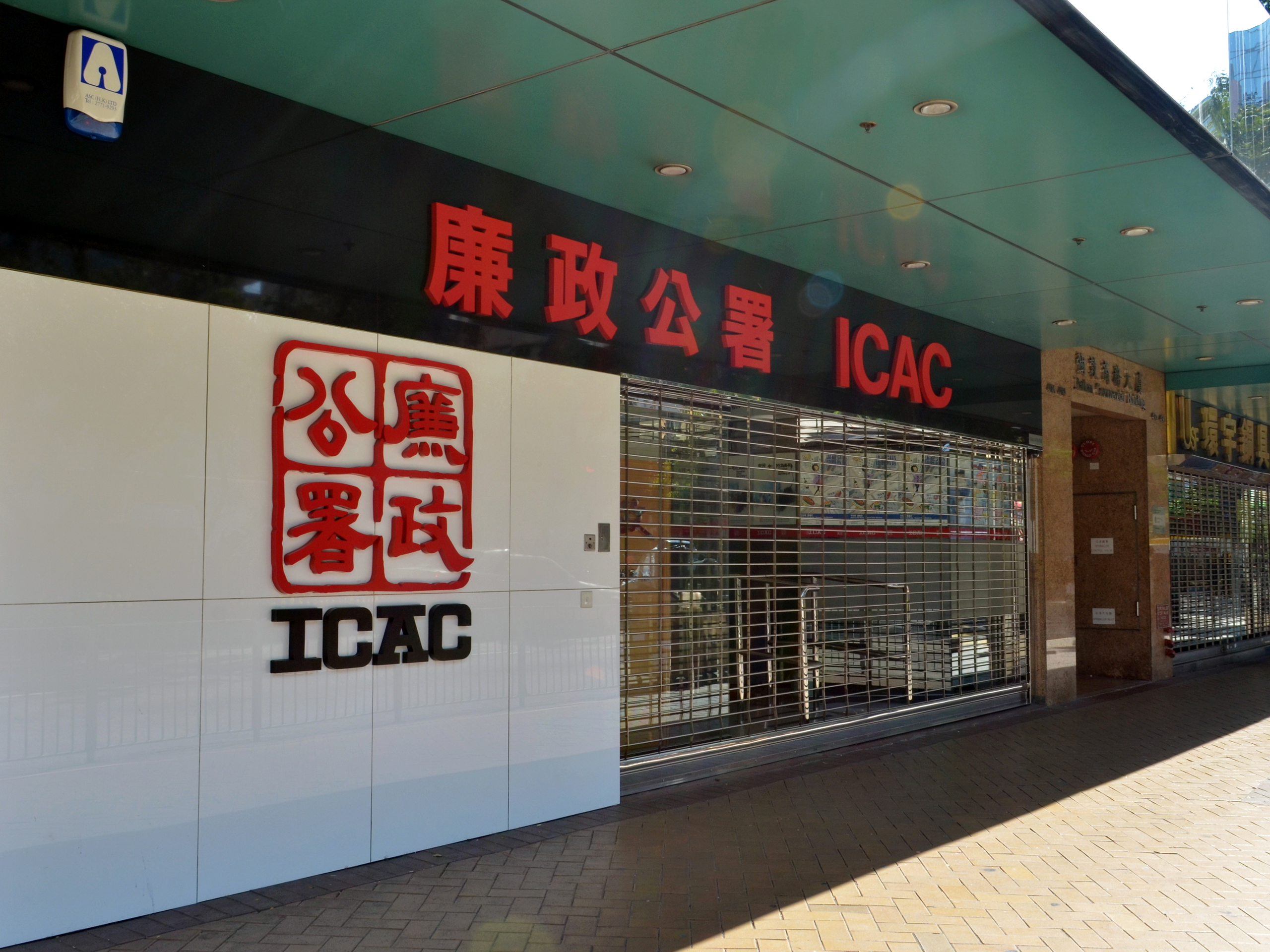
葛柏案直接促成廉政公署在1974年2月成立，圖為廉政公署其中一所地區辦事處

除了葛柏案外，廉政公署成立首10個月內接獲多達5,958宗貪污投訴，而且又針對黎民祐貪污案和油麻地果欄案等多宗涉及警隊的貪污案件展開調查。廉署在葛柏案等多宗針對警隊貪污問題的案件中採取雷厲風行的作風，對警隊和不少涉嫌貪污的前線警務人員構成沉重壓力，終觸發在1977年10月28日發生「警廉衝突」。事後，港督在1977年11月5日發出一項「局部特赦令」，宣佈除了已被審問、正被通緝和身在海外的人士，任何人士在1977年1月1日前干犯的貪污罪行，一律不予追究，從而平息事件。11月7日，港督又向立法局強調有關特赦令只此一次，下不為例，表明不會再作任何讓步；同時，立法局修改《警隊條例》，授予警務處處長權力，可即時開除任何不服從警隊命令的警務人員，以加強對警務人員的監管。
無論如何，麥理浩卸任港督時，廉政公署累積成功檢控超過2,000名干犯貪污罪行的人士，有效達至肅貪倡廉的目的，也掃除港府多年來積習的貪污風氣，使香港成為亞洲地區最廉潔的城市之一。廉政公署的貢獻不單為不少港人所自豪外，甚至啟發澳門、中國大陸、韓國和台灣在日後也設立類似的反貪機構。因此，葛柏案與廉政公署的成立，皆為香港貪污歷史的重要分水嶺。

## 個人生活
葛柏在1944年於英國懷特島娶珍·米查姆（Jean Meecham）為妻，兩人育有一名兒子，名叫伊恩·費茲羅伊·戈德伯（Ian Fitzroy Godber），1949年生於英國黑斯廷斯。伊恩曾就讀於香港的英皇佐治五世學校，在學期間曾與同學組織樂隊，擔任結他手。與葛柏一樣，葛柏的妻子和兒子在葛柏出獄後銷聲匿跡，下落不明。

## 榮譽
- 殖民地警察勞績獎章（C.P.M.），1968年元旦授勳名單[8]，1975年10月3日被褫奪[54]。
- 女皇警察獎章（Q.P.M.），1972年英女皇壽辰授勳名單[15]，1975年10月3日被褫奪[54]。

## 影視媒體形象
- 《追龍》：2017年電影，由Szuc Michael飾演。
- 《金錢帝國：追虎擒龍》：2021年電影，由Vincent Matile飾演。
- 《風再起時》：2023年電影，由Simon Watkiss飾演。

## 部份著作
- 《香港交通規則指南》。香港：香港政府新聞處，1960年。

## 注腳
1. 1 2 3 4 5 6 7 8 9 10  〈過堂時葛柏神色緊張〉（1974年5月1日）
2. ↑  "Marriages Mar 1921: Eleanor M. Thorn & Godber （页面存档备份，存于）", FreeBMD, retrieved on 29 December 2013.
3. 1 2 3  Moss (2006), p. 197.
4. 1 2 3 4 5  Goodstadt (2012), p. 161.
5. 1 2 3 4 5 6 7 8 9  〈一九五二年來港、六六年升任警司〉（1973年6月12日）
6. 1 2  〈英女王壽辰授勳名單，桑達士議員獲爵士銜〉（1972年6月3日）
7. 1 2 3 4 5 6  〈葛柏被判入獄四年〉（1975年2月26日）
8. 1 2  "Supplement to Issue 44484 （页面存档备份，存于）", London Gazette, 29 December 1967, p. 32.
9. 1 2 3  〈葛柏繼任交通總參事官〉（1971年12月2日）
10. ↑  〈輔警五一人結業〉（1969年8月2日）
11. 1 2  〈總警司葛柏出長交通部〉（1969年12月9日）
12. ↑  〈兩獅會聯合餐會，交通警司葛柏專題演講〉（1970年3月6日）
13. ↑  〈學校交通安全遊藝會在九龍舉行〉（1971年5月3日）
14. ↑  〈無綫電視講香港泊車問題〉（1971年6月4日）
15. 1 2  "Supplement to Issue 45678 （页面存档备份，存于）", London Gazette, 23 May 1972, p. 29.
16. 1 2 3 4 5 6 7 8 9 10  Quah (2011), pp. 237-239.
17. 1 2 3 4 5 6 7 8 9 10 11 12 13 14  〈葛柏被查、出走、被捕、受審經過〉（1974年12月13日）
18. ↑  〈多日來已不見葛柏夫婦踪跡〉（1973年6月12日）
19. 1 2  Tsang (2009), p. 203.
20. ↑  〈廉政公署〉（2013年9月）
21. ↑  "The Probe Begins" (retrieved on 29 December 2013)
22. 1 2  "The Trail of Fortune" (retrieved on 29 December 2013)
23. 1 2 3  "The Millionaire Cop" (retrieved on 29 December 2013)
24. 1 2 3 4 5 6 7  〈葛柏小史〉（1975年2月26日）
25. ↑  〈總警司葛柏失踪被通緝〉（1973年6月12日）
26. ↑  〈葛柏行踪之謎未破〉（1972年6月13日）
27. ↑  〈葛柏已返老家安居，國際刑警正予監視〉（1973年6月14日）
28. 1 2 3 4 5  〈歷史簡介〉（造訪於2013年12月29日）
29. ↑  Tsang (2009), pp. 201-202.
30. 1 2 3 4  Spurr (1995), p. 227.
31. 1 2  "Front Page" (retrieved on 29 December 2013)
32. 1 2  〈涉嫌貪污竟能離港，港督急謀補救之道〉（1973年6月14日）
33. ↑  〈百里渠爵士闡釋進行調查葛柏事件，三週後可提出報告，研究反貪污法例約需時三月〉（1973年6月15日）
34. ↑  〈葛柏如何潛離本港，報告書長廿五本，百里渠親呈港督〉（1973年7月5日）
35. ↑  〈百里渠爵士第二次報告書指出：政府部門多存貪污，當局難挽市民信心〉（1973年10月12日）
36. ↑  〈百里渠報告書建議，犯貪污罪刑期提高〉（1973年11月30日）
37. 1 2 3  Tsang (2009), p. 204.
38. 1 2  梁可欣（2010年），頁86。
39. ↑  OFFICIAL REPORT OF PROCEEDINGS (17 October 1973)
40. 1 2  "The Escape" (retrieved on 29 December 2013)
41. 1 2 3 4  "The Search for New Evidence" (retrieved on 29 December 2013)
42. ↑  〈彭定國表示從速組織起來，立即反貪污〉（1973年12月5日）
43. ↑  〈獄中晤韓德，錄音及筆記，錄音帶呈堂有爭論〉（1975年2月21日）
44. 1 2  〈鄭漢權被拘捕候查〉（1974年5月1日）
45. 1 2 3 4 5  "The Lucrative Post" (retrieved on 29 December 2013)
46. 1 2  "The Last Nail in the Coffin" (retrieved on 29 December 2013)
47. 1 2 3  〈署理廉政專員彭定國發表在英拘捕葛柏經過〉（1974年5月1日）
48. 1 2  Gavston (17 May 1974)
49. 1 2  "Police chief stands trial" (8 January 1975)
50. 1 2 3  〈葛柏今午解港〉（1975年1月7日）
51. 1 2 3 4  〈葛柏案今起聆訊，預定審期需兩週〉（1975年2月17日）
52. ↑  "Spectators Eager to Get a Glimpse of Godber" (retrieved on 29 December 2013)
53. 1 2 3 4 5 6 7  〈葛柏今晨刑滿出冊，兒子保鏢護送返英〉（1977年10月3日）
54. 1 2 3  "Issue 46702 （页面存档备份，存于）", London Gazette, 3 October 1975, p. 2.
55. 1 2 3 4 5 6 7 8  〈葛柏出獄即晚離港〉（1977年10月4日）
56. 1 2  〈抵馬德里被記者包圍，葛柏十問九不答〉（1977年10月5日）
57. 1 2  〈葛柏周遊列國，港府只嘆奈何〉（1978年6月25日）
58. ↑  〈葛柏終於開口，自稱不知財富多少〉（1977年10月6日）
59. 1 2 3  〈葛柏謂在港所受指控，為世界文明國家所無〉（1977年10月14日）
60. ↑  〈葛柏計劃寫回憶錄〉（1977年10月6日）
61. ↑  〈律政司獲法院批准追討葛柏夫婦四百萬財富〉（1977年9月15日）
62. 1 2  〈葛柏被充公四百萬，現只追得六十萬元〉（1981年4月18日）
63. ↑  〈葛柏在英住屋賣得四萬英鎊〉（1985年3月2日）
64. ↑  〈傳葛柏出現澳洲，並與黑社會勾搭〉（1978年9月9日）
65. ↑  ""Big Tiger" Dumbstruck" (retrieved on 29 December 2013)
66. ↑  "Student Activist Turned Graft Fighter" (retrieved on 29 December 2013)
67. 1 2 3  《香港總督麥理浩爵士》（1982年）
68. ↑  "Lord MacLehose of Beoch" (1 June 2000)
69. ↑  張連興（2007年6月）
70. 1 2 3  梁可欣（2010年），頁70至81。
71. ↑  "Marriages Dec 1944: Peter F. Godber & Meecham （页面存档备份，存于）", FreeBMD, retrieved on 29 December 2013.
72. ↑  "Births Jun 1949 : Ian F. Godber （页面存档备份，存于）", FreeBMD, retrieved on 29 December 2013.
73. ↑  
"THROUGH THE PAST DARKLY (PARTS DEUX) （页面存档备份，存于） 的存檔，存档日期2013-12-31.", FASTTRACK, retrieved on 29 December 2013.

### 中文資料
- 〈輔警五一人結業〉，《華僑日報》第二張第三頁，1969年8月2日。
- 〈總警司葛柏出長交通部〉，《香港工商日報》第五頁，1969年12月9日。
- 〈兩獅會聯合餐會，交通警司葛柏專題演講〉，《華僑日報》第三張第一頁，1970年3月6日。
- 〈學校交通安全遊藝會在九龍舉行〉，《華僑日報》第三張第三頁，1971年5月3日。
- 〈無綫電視講香港泊車問題〉，《華僑日報》第四張第一頁，1971年6月4日。
- 〈葛柏繼任交通總參事官〉，《香港工商日報》第十一頁，1971年12月2日。
- 〈英女王壽辰授勳名單，桑達士議員獲爵士銜〉，《香港工商日報》第十二頁，1972年6月3日。
- 〈一九五二年來港、六六年升任警司〉，《香港工商日報》第十一頁，1973年6月12日。
- 〈多日來已不見葛柏夫婦踪跡〉，《香港工商日報》第十一頁，1973年6月12日。
- 〈總警司葛柏失踪被通緝〉，《香港工商日報》第十二頁，1973年6月12日。
- 〈葛柏行踪之謎未破〉，《香港工商日報》第一頁，1973年6月13日。
- 〈葛柏已返老家安居，國際刑警正予監視〉，《香港工商日報》第八頁，1973年6月14日。
- 〈涉嫌貪污竟能離港，港督急謀補救之道〉，《工商日報》第八頁，1973年6月14日。
- 〈百里渠爵士闡釋進行調查葛柏事件，三週後可提出報告，研究反貪污法例約需時三月〉，《工商日報》第十二頁，1973年6月15日。
- 〈葛柏如何潛離本港，報告書長廿五本，百里渠親呈港督〉，《工商日報》第一頁，1973年7月5日。
- 〈百里渠爵士第二次報告書指出：政府部門多存貪污，當局難挽市民信心〉，《工商日報》第八頁，1973年10月12日。
- 〈百里渠報告書建議，犯貪污罪刑期提高〉，《工商日報》第八頁，1973年11月30日。
- 〈彭定國表示從速組織起來，立即反貪污〉，《華僑日報》第二張第一頁，1973年12月5日。
- 〈署理廉政專員彭定國發表在英拘捕葛柏經過〉，《香港工商日報》第一頁，1974年5月1日。
- 〈過堂時葛柏神色緊張〉，《香港工商日報》第一頁，1974年5月1日。
- 〈鄭漢權被拘捕候查〉，《香港工商日報》第一頁，1974年5月1日。
- 〈葛柏被查、出走、被捕、受審經過〉，《香港工商日報》第八頁，1974年12月13日。
- 〈葛柏今午解港〉，《香港工商日報》第一頁，1975年1月7日。
- 〈葛柏案今起聆訊，預定審期需兩週〉，《香港工商日報》第八頁，1975年2月17日。
- 〈獄中晤韓德，錄音及筆記，錄音帶呈堂有爭論〉，《工商日報》第一頁，1975年2月21日。
- 〈葛柏被判入獄四年〉，《香港工商日報》第一頁，1975年2月26日。
- 〈葛柏小史〉，《香港工商日報》第八頁，1975年2月26日。
- 〈律政司獲法院批准追討葛柏夫婦四百萬財富〉，《香港工商日報》第八頁，1977年9月15日。
- 〈葛柏今晨刑滿出冊，兒子保鏢護送返英〉，《香港工商日報》第八頁，1977年10月3日。
- 〈葛柏出獄即晚離港〉，《華僑日報》第三張第一頁，1977年10月4日。
- 〈抵馬德里被記者包圍，葛柏十問九不答〉，《香港工商日報》第八頁，1977年10月5日。
- 〈葛柏終於開口，自稱不知財富多少〉，《香港工商日報》第八頁，1977年10月6日。
- 〈葛柏計劃寫回憶錄〉，《香港工商日報》第八頁，1977年10月8日。
- 〈葛柏謂在港所受指控，為世界文明國家所無〉，《香港工商日報》第八頁，1977年10月14日。
- 〈葛柏周遊列國，港府只嘆奈何〉，《香港工商日報》第八頁，1978年6月25日。
- 〈傳葛柏出現澳洲，並與黑社會勾搭〉，《香港工商日報》第七頁，1978年9月9日。
- 〈葛柏被充公四百萬，現只追得六十萬〉，《香港工商日報》第八頁，1981年4月18日。
- 〈葛柏在英住屋賣得四萬英鎊〉，《大公報》第四版，1985年3月26日。
- 張連興著，《香港二十八總督》。北京：朝華出版社，2007年6月。ISBN 978-7-50541-743-4
- 梁可欣編，《最後六任港督的聲音》。香港：商務印書館，2010年。ISBN 978-9-62071-897-7
- 〈廉政公署 （页面存档备份，存于）〉，《香港便覽》。香港：香港特別行政區政府新聞處，2013年9月。
- 〈歷史簡介 （页面存档备份，存于）〉，香港廉政公署，造訪於2013年12月29日。

### 英文資料
- OFFICIAL REPORT OF PROCEEDINGS （页面存档备份，存于）. Hong Kong: Hong Kong Legislative Council, 17 October 1973.
- Gavston, Arthur, "Fugitive law goes into action", New Straits Times, 17 May 1974, p. 12.
- "Police chief stands trial", The Sydney Morning Herald, 8 January 1975, p. 5.
- Spurr, Russell, Excellency: The Governors of Hong Kong. Hong Kong: FormAsia, 1995. ISBN 978-9-62728-312-6
- "Lord MacLehose of Beoch （页面存档备份，存于）", Daily Telegraph, 1 June 2000.
- Moss, Peter, No Babylon （页面存档备份，存于）. New York: iUniverse, 2006. ISBN 978-0-59538-087-9
- Tsang, Steve, A Modern History of Hong Kong. Hong Kong: Hong Kong University Press, 2009. ISBN 978-9-62209-677-6
- Quah, Jon S. T., Curbing Corruption in Asian Countries （页面存档备份，存于）. Emerald Group Publishing, 2011. ISBN 978-0-85724-819-0
- Goodstadt, Leo F., "Godber, Peter Fitzroy", Dictionary of Hong Kong Biography. Hong Kong: Hong Kong University Press, 2012. ISBN 978-9-88808-366-4
- "Front Page （页面存档备份，存于）", Godber Case. Hong Kong: Independent Commission Against Corruption, retrieved on 29 December 2013.
- "The Probe Begins （页面存档备份，存于）", Godber Case. Hong Kong: Independent Commission Against Corruption, retrieved on 29 December 2013.
- "The Trail of Fortune （页面存档备份，存于）", Godber Case. Hong Kong: Independent Commission Against Corruption, retrieved on 29 December 2013.
- "The Millionaire Cop （页面存档备份，存于）", Godber Case. Hong Kong: Independent Commission Against Corruption, retrieved on 29 December 2013.
- "The Escape （页面存档备份，存于）", Godber Case. Hong Kong: Independent Commission Against Corruption, retrieved on 29 December 2013.
- "Student Activist Turned Graft Fighter （页面存档备份，存于）", Godber Case. Hong Kong: Independent Commission Against Corruption, retrieved on 29 December 2013.
- "The Search for New Evidence （页面存档备份，存于）", Godber Case. Hong Kong: Independent Commission Against Corruption, retrieved on 29 December 2013.
- "The Last Nail in the Coffin （页面存档备份，存于）", Godber Case. Hong Kong: Independent Commission Against Corruption, retrieved on 29 December 2013.
- "The Lucrative Post （页面存档备份，存于）", Godber Case. Hong Kong: Independent Commission Against Corruption, retrieved on 29 December 2013.
- ""Big Tiger" Dumbstruck （页面存档备份，存于）", Godber Case. Hong Kong: Independent Commission Against Corruption, retrieved on 29 December 2013.
- "Spectators Eager to Get a Glimpse of Godber （页面存档备份，存于）", Godber Case. Hong Kong: Independent Commission Against Corruption, retrieved on 29 December 2013.

## 延伸閱讀
- Blair-Kerr, Sir Alastair, First report of the Commission of Inquiry under Sir Alastair Blair-Kerr. Hong Kong: Government Printer, 1973.
- Blair-Kerr, Sir Alastair, Second report of the Commission of Inquiry under Sir Alastair Blair-Kerr. Hong Kong: Government Printer, 1973.
- The Queen v. Peter Fitzroy Godber （页面存档备份，存于） (1975) DCCC 13
- Peter Fitzroy Godber v. The Queen （页面存档备份，存于） (1975) CACC 181

## 外部連結
- 葛柏案 （页面存档备份，存于），香港廉政公署《反貪實錄》
- 廉政風暴 （页面存档备份，存于），亞洲電視紀錄片解密百年香港第29集
- 葛柏：鋃鐺下獄的港英總警司，星島環球網
- 當年貪污總警司棄座駕返鄉，梁詠琪坐葛柏絕版車$500一粒鐘 （页面存档备份，存于），蘋果日報（2003年11月27日）